# Città vuota/Un anno d'amore
Città vuota/Un anno d'amore è il 121° singolo di Mina, pubblicato nel 1978 dalla vecchia etichetta dell'artista Ri-Fi.

## Descrizione
Pubblicato dall'etichetta Ri-Fi, a cui Mina non è più legata ormai da una decina d'anni, in quanto produce i suoi nuovi dischi con l'etichetta privata, proprietà di famiglia PDU; è tuttavia riportato nella discografia ufficiale dell'artista.
Curiosamente contiene la prima incisione di Città vuota (1963), titolo che aveva segnato il passaggio dell'artista, dal primo contratto con la casa discografica Italdisc, proprio alla la Ri-Fi. 
NON è invece casuale che il disco sia pubblicato subito dopo e sull'onda del successo ottenuto dal rifacimento in chiave disco music di questo storico brano (vedi Città vuota - disco version).
Così come la scelta del lato B, ricaduta su Un anno d'amore, canzone originale del 1964 certificata disco d'oro.

## Tracce
Lato A
1. Città vuota (It's a Lonely Town) – 2:34 (testo: Giuseppe Cassia – musica: Doc Pomus, Mort Shuman; edizioni musicali Aberbach/BMG Ricordi, 1963)

Lato B
1. Un anno d'amore (C'est irreparable) – 3:10 (testo: Mogol, Alberto Testa – musica: Nino Ferrer; edizioni musicali Settebello, 1964)

Gli arrangiamenti e la direzione d'orchestra sono rispettivamente di Piero Gosio (lato A) e Augusto Martelli (lato B).